# 穴 (2004年の映画)
穴 （あな）は、2004年に製作された日本のオムニバス映画。タイトルの通り「穴」をテーマとしている。

## 内容
「夢穴」
麻生学監督、尾美としのり主演
「胸に開いた底なしの穴」
佐々木浩久監督、三輪ひとみ主演
「青春の穴」
本田隆一監督、藤井尚之主演
「怪奇穴人間」
山口雄大監督、板尾創路主演